# Szabad modulus
Az absztrakt algebrában a szabad modulus egy bázissal rendelkező modulus. A szabad modulusok így a modulusok közül azok, amik tulajdonságaikban a leginkább hasonlítanak a vektorterekre.
A modulus fogalma a vektorterek általánosítása test (illetve ferdetest) helyett gyűrűk feletti struktúrára. A lineáris függetlenség illetve a generátorrendszer fogalmai modulusokban is értelmezhető, azonban nem minden modulusban létezik bázis. Vektorterekben a bázis létezése a Steinitz-féle kicserélési tételen múlik, ami azonban nem általánosítható gyűrűkre, a bizonyítás ugyanis felhasználja, hogy tetszőleges nem nulla elem invertálható – ezzel a tulajdonsággal a gyűrűk közül pontosan a (ferde)testek bírnak.

## Definíció
Legyen R egy egységelemes gyűrű, és legyen M egy (bal oldali) R-modulus. Egy {\displaystyle B\subseteq M} részhalmaz az M egy bázisa, ha B nem üres, B az M egy generátorrendszere, és B elemei lineárisan függetlenek. Az M modulus szabad, ha létezik benne bázis, vagy ha M a zéró modulus.

## Példák
- Egy egységelemes gyűrű önmaga feletti modulusként tekintve szabad modulus, és az egységelem bázist alkot.
- Bármely ferdetest feletti vektortér szabad modulus.
- Egy kommutatív egységelemes R gyűrű feletti {\displaystyle R[X]} polinomgyűrű szabad R-modulus, amiben az X hatványai bázist alkotnak.
- Az egész számok {\displaystyle \mathbb {Z} } gyűrűje feletti modulusok pontosan az Abel-csoportok, így a szabad {\displaystyle \mathbb {Z} }-modulusok pontosan a szabad Abel-csoportok.

## Tulajdonságok
- Minden szabad modulus projektív. Valóban, egy P modulus pontosan akkor projektív, ha direkt összeadandója egy F szabad modulusnak, azaz ha létezik olyan Q (szükségképpen projektív) modulus, hogy {\displaystyle P\oplus Q=F}. Főideálgyűrűk felett a megfordítás is igaz: minden végesen generált projektív modulus szabad.